# Landsfodboldturneringen 1921-22
Landsfodboldturneringen 1921-22 var den niende sæson om Danmarksmesterskabet i fodbold for herrer organiseret af DBU. Turneringen blev vundet af KB. Det var KBs femte danske mesterskab, mens B 1901 kom i finalen for fjerde gang uden at vinde.

## Baggrund
I finalen i Landsfodboldturneringen mødtes vinderen af den københavnske Mesterskabsrækken under Københavns Boldspil Union (KBU) og vinderen af Provinsmesterskabsturneringen. For første gang blev finalen spillet i Nykøbing Falster.

## Provinsmesterskabsturneringen

### 1. runde
| 21. maj 1922 |

| Skovshoved IF | 5 - 0 | Viking Rønne |
| ------------- | ----- | ------------ |
|               |       |              |

| Skovshoved |

| 25. maj 1922 |

| B 1901 | 3 - 2 | Skovshoved IF |
| ------ | ----- | ------------- |
|        |       |               |

| Nykøbing Falster Stadion, Nykøbing Falster |

| 25. maj 1922 13.30 |

| AGF                                                  | 5 - 2 (e.f.s.)  | B 1909                        |
| ---------------------------------------------------- | --------------- | ----------------------------- |
| Johannes Langgaard 42', 94', 104', 106', 117', strf. | Ord.: 1-1 (1-0) | Emil Sunddahl 66' · ??? 95' · |

| Aarhus Idrætspark, Aarhus Tilskuere: 4.000 |

### Finale
| 11. juni 1922 13.30 |

| B 1901                         | 2 - 1   | AGF                        |
| ------------------------------ | ------- | -------------------------- |
| Holger Brodthagen 20' · ?? 29' | (2 - 1) | Gustav Hess Petersen 36' · |

| OB's bane, Odense Tilskuere: 3.000 Dommer: Helmuth Nielsen, København |

## Mesterskabsrækken (København)
| Pos | Hold   | K | V | U | T | M+ | M- | MR    | P  | Kvalifikation            |
| --- | ------ | - | - | - | - | -- | -- | ----- | -- | ------------------------ |
| 1   | KB     | 8 | 6 | 2 | 0 | 12 | 6  | 2,000 | 14 | Kvalificeret til finalen |
| 2   | Frem   | 8 | 3 | 2 | 3 | 7  | 13 | 0,538 | 8  |                          |
| 3   | B1903  | 8 | 3 | 2 | 3 | 10 | 6  | 1,667 | 8  |                          |
| 4   | B 93   | 8 | 3 | 1 | 4 | 15 | 10 | 1,500 | 7  |                          |
| 5   | AB (M) | 8 | 1 | 1 | 6 | 9  | 18 | 0,500 | 3  |                          |

## Finale
| 18. juni 1922 |

| B 1901                                    | 2 - 4   | KB                                                            |
| ----------------------------------------- | ------- | ------------------------------------------------------------- |
| Carl Ibsen 74' · Georg Aarslev Jensen 78' | (0 - 1) | Svend Åge Remtoft 38' · Poul 'Tist' Nielsen 50' · 58' · 70' · |

| Nykøbing Falster Stadion, Nykøbing Falster Tilskuere: 1.300 Dommer: Laurits Jørgensen |